# 巴基斯坦国家银行博物馆
巴基斯坦国家银行博物馆（英語：State Bank of Pakistan Museum & Art Gallery）是指由巴基斯坦国家银行开设于于巴基斯坦信德省卡拉奇的经济博物馆。该博物馆的现址曾是印度帝国银行的总部。2004年，巴基斯坦国家银行决定将这座建筑作为博物馆。

## 藏品

### 硬币馆
硬币馆展示了一些运用于巴基斯坦铸币厂制造硬币的原始技术。该馆内展示了一些铸币用的旧机器，一些制造硬币的工具，以及一个记录了巴基斯坦铸币厂制造硬币的整个过程的文件。硬币画廊分为两个部分，前伊斯兰画廊和伊斯兰画廊直到今天的硬币造币厂。硬币馆被分为两部分，分别为前伊斯兰硬币区和近代伊斯兰硬币区。
前伊斯兰硬币区的展览从介绍易货系统开始，分别展示了印度河流域一带曾被用作硬币用途的印章。除此之外，该区域还展示了一些独特的硬币，例如印有锡斯梯人、帕提亚人，库山人、萨萨人等象征的硬币。近代伊斯兰硬币区展示了一些英国于1947年起制造的莫卧尔硬币。

### 纸币馆
纸币馆主要介绍了次大陆纸币的起源和从早期的纸币发展到塑质钞票的全过程。同时，该馆还展示了巴基斯坦货币的发展历史，还收藏了世界各地不同国家的纸币。